# Bord van Galton
Het bord van Galton, ook quincunx genoemd naar de positionering van de spijkertjes (zie quincunx als figuur), is een door de Britse bioloog, fysicus en wiskundige Francis Galton (1822–1911) ontworpen mechanisch model om te demonstreren hoe de binomiale verdeling ontstaat.
Het bord bestaat uit rijen pinnen op gelijke afstand. De bovenste rij bestaat uit slechts één pin, en elke volgende rij bevat één pin meer dan de bovenliggende. Elke volgende rij verspringt over de halve afstand tussen de pinnen. Het aantal horizontale rijen pinnen is van weinig belang: ze bepalen enkel het aantal bakjes onderaan het bord. Bovenaan bevindt zich een trechter met kogeltjes erin. Elk kogeltje dat naar beneden valt botst eerst op de eerste pin, en beweegt hetzij naar links, hetzij naar rechts.  Hierna botst het op een van de twee pinnen van de tweede rij, en beweegt weer hetzij naar links, hetzij naar rechts. Hierna botst het op een van de drie pinnen van de derde rij enz.
De afstand tussen de pinnen is zo gekozen dat een kogeltje met gelijke kansen naar links of naar rechts beweegt, dus telkens met een kans van 50%.
|  |  |   |   |   |   |   |   |   |   |   |   |   | ● |   |   |   |   |   |   |   |   |   |   |   |   |   |  |  |
|  |  |   |   |   |   |   |   |   |   |   | ● | ● | ● |   | ● | ● | ● |   |   |   |   |   |   |   |   |   |  |  |
|  |  |   |   |   |   |   |   |   | ● | ● | ● |   | ● | ● | ● |   | ● | ● | ● |   |   |   |   |   |   |   |  |  |
|  |  |   |   |   |   |   | ● | ● | ● |   | ● | ● | ● |   | ● | ● | ● |   | ● | ● | ● |   |   |   |   |   |  |  |
|  |  |   |   |   | ● | ● | ● |   | ● | ● | ● |   | ● | ● | ● |   | ● | ● | ● |   | ● | ● | ● |   |   |   |  |  |
|  |  |   | ● | ● | ● |   | ● | ● | ● |   | ● | ● | ● |   | ● | ● | ● |   | ● | ● | ● |   | ● | ● | ● |   |  |  |
|  |  |   |   |   |   |   |   |   |   |   |   |   |   |   |   |   |   |   |   |   |   |   |   |   |   |   |  |  |
|  |  |   |   |   |   |   |   |   |   |   |   |   |   |   |   |   |   |   |   |   |   |   |   |   |   |   |  |  |
|  |  | 0 |   |   |   | 1 |   |   |   | 2 |   |   |   | 3 |   |   |   | 4 |   |   |   | 5 |   |   |   | 6 |  |  |
De bakjes zijn genummerd 0 tot en met 6, waarmee het aantal keren dat een kogeltje naar rechts gaat wordt aangegeven.
De kansen dat een kogeltje in de respectievelijke bakjes terechtkomt (voor het voorbeeld van de voorgaande figuur, namelijk met 6 rijen pinnen en dus 7 bakjes), zijn:
bakje 0: {\displaystyle 1/64=1\times (1/2)^{6}}
bakje 1: {\displaystyle 6/64=6\times (1/2)^{6}}
bakje 2: {\displaystyle 15/64=15\times (1/2)^{6}}
bakje 3: {\displaystyle 20/64=\ldots }
bakje 4: {\displaystyle 15/64}
bakje 5: {\displaystyle 6/64}
bakje 6: {\displaystyle 1/64}
Algemeen is de kans voor bakje {\displaystyle k} gelijk aan:
{\displaystyle {\binom {6}{k}}\left({\frac {1}{2}}\right)^{6}}
De binomiaalcoëfficiënt geeft het aantal mogelijkheden aan om de nodige keren naar rechts te gaan voor een kogeltje. Merk op dat de 6e macht van 1/2 afkomstig is van het aantal rijen, dus het aantal keren dat een keuze moet worden gemaakt

## Opmerking
Het is geen vast gegeven dat het bord 6 rijen pinnen moet hebben. Dit kunnen er ook meer of minder zijn. Het aantal bakjes is altijd juist één meer dan het aantal rijen. Merk op dat de coëfficiënten van de machten van 1/2, gelijk zijn aan de getallen in de overeenkomstige rij uit de driehoek van Pascal.